# Nomia amboinensis
Nomia amboinensis là một loài Hymenoptera trong họ Halictidae. Loài này được Cockerell mô tả khoa học năm 1907.